# Charles Winstead
Charles Batsell Winstead (* 25. Mai 1891 in Sherman, Texas; † 3. August 1973 in Albuquerque) war in den 1930er und 1940er Jahren ein FBI-Agent. Zusammen mit den Agenten Clarence Hurt und Herman Hollis gab er die tödlichen Schüsse auf den so genannten „Staatsfeind Nr. 1“ John Dillinger ab.

## Leben
Bevor er zum FBI kam, ging Winstead verschiedenen Tätigkeiten nach. Er diente als Soldat im Ersten Weltkrieg, war später Stellvertretender Sheriff in verschiedenen Gerichtsbezirken des Bundesstaates Texas und arbeitete als Angestellter im Büro des Staatsanwalts von El Paso, Texas. Am 27. Juli 1926 ging Winstead zum FBI. Als ein Angehöriger des Büros in Dallas nahm er an mehreren Verfolgungen der Verbrecher Bonnie und Clyde teil. Er war ebenfalls einer der Hauptverantwortlichen bei der Suche nach George „Machine Gun“ Kelly. Zusammen mit dem FBI-Agenten Gus Jones nahm Winstead Kellys Mittäter Harvey Bailey in Rhome, Oklahoma fest.
Im Mai 1934 wurden Winstead und weitere Agenten aus dem Westen der USA in das Büro nach Chicago versetzt. Sie sollten dort bei der Ergreifung von John Dillinger und seiner Gang behilflich sein. Nach dem Fiasko im April des gleichen Jahres, bei dem Dillinger und seine Gang in der Nähe der Little Bohemia Lodge in Wisconsin verhaftet werden sollten, und bei dem von Melvin Purvis und Sam Cowley angeführte Agenten des FBI mehrere unschuldige Personen getötet hatten und ein Agent sein Leben verlor, veranlasste J. Edgar Hoover die Versetzung der erfahrenen Agenten aus Texas.
Nach Dillingers Tod spürte Winstead Dillingers Partner Babyface Nelson auf. Er entging nur knapp einer Schießerei mit Nelson, als Winstead und der Gangster hintereinander auf einer Landstraße in Illinois fuhren. Winsteads Beobachtung führte zum Zugriff des FBI in Barrington, Illinois, bei dem Nelson sowie die Agenten Cowley und Hollis tödlich verwundet wurden.
Winstead arbeitete nach dem Tod Nelsons in den FBI-Büros von El Paso und Albuquerque.
Nach einer Auseinandersetzung mit Hoover trat Winstead 1943 aus dem Dienst beim FBI aus und diente danach in der US Army. Er hatte in der US Army den Rang eines Captain und arbeitete für den Militärischen Nachrichtendienst. Sein Antrag, nach dem Krieg zum FBI zurückzukehren, wurde abgelehnt. In den 1950er Jahren zog er sich ins Privatleben zurück und arbeitete an seinen Memoiren, die jedoch niemals erschienen. 
Er starb 1973 an Lungenkrebs.

## Künstlerische Rezeption
In Michael Manns Film Public Enemies aus dem Jahr 2009 übernahm der Schauspieler Stephen Lang die Rolle des FBI-Agenten Winstead.